# 2014–2015-ös Európa-liga (csoportkör)
A 2014–2015-ös Európa-liga csoportkörének mérkőzéseit 2014. szeptember 18. és december 11. között játszották le.
A címvédő, a rangsor szerinti első hat ország kupagyőztes csapata, valamint a 2014–2015-ös Európa-liga selejtezőjéből a rájátszás 31 győztes csapata, és a 2014–2015-ös UEFA-bajnokok ligája selejtezőjéből a rájátszás 10 vesztes csapata vett részt.
A csoportkörben 12, egyaránt négycsapatos csoportot képeztek. A csoportokban a csapatok körmérkőzéses, oda-visszavágós rendszerben mérkőztek meg egymással. A csoportok első két helyén végző csapata az egyenes kieséses szakaszba jutott, a harmadik és negyedik helyezettek kiestek.

## Fordulók és időpontok
| Forduló        | Sorsolás dátuma              | Mérkőzésnapok        |                      |
| -------------- | ---------------------------- | -------------------- | -------------------- |
| 1. mérkőzésnap | 2014. augusztus 29. (Monaco) | 2014. szeptember 18. | 2014. szeptember 18. |
| 2. mérkőzésnap | 2014. augusztus 29. (Monaco) | 2014. október 2.     | 2014. október 2.     |
| 3. mérkőzésnap | 2014. augusztus 29. (Monaco) | 2014. október 23.    | 2014. október 23.    |
| 4. mérkőzésnap | 2014. augusztus 29. (Monaco) | 2014. november 6.    | 2014. november 6.    |
| 5. mérkőzésnap | 2014. augusztus 29. (Monaco) | 2014. november 27.   | 2014. november 27.   |
| 6. mérkőzésnap | 2014. augusztus 29. (Monaco) | 2014. december 11.   | 2014. december 11.   |

## Sorsolás
A csoportok sorsolását 2014. augusztus 29-én tartották Monacóban. Minden kalapból minden csoportba egy-egy csapatot sorsoltak. Egy csoportba nem kerülhetett két azonos nemzetiségű csapat. Orosz és ukrán csapat sem kerülhetett azonos csoportba.[forrás?]
| Csapat                   | Együttható | Kalap |
| ------------------------ | ---------- | ----- |
| Sevilla FC (címvédő)     | 71,042     | 1     |
| Internazionale           | 95,387     | 1     |
| Tottenham Hotspur        | 75,949     | 1     |
| PSV Eindhoven            | 64,862     | 1     |
| SSC Napoli               | 61,387     | 1     |
| Dinamo Kijiv             | 56,193     | 1     |
| Villarreal CF            | 53,542     | 1     |
| Fiorentina               | 49,387     | 1     |
| Red Bull Salzburg        | 46,185     | 1     |
| Metaliszt Harkiv         | 45,693     | 1     |
| Lille OSC                | 45,300     | 1     |
| FC København             | 45,260     | 1     |
| Steaua București         | 39,451     | 2     |
| Standard de Liège        | 38,260     | 2     |
| PAÓK                     | 37,720     | 2     |
| Celtic                   | 36,813     | 2     |
| Beşiktaş JK              | 34,340     | 2     |
| VfL Wolfsburg            | 32,328     | 2     |
| Club Brugge              | 32,260     | 2     |
| Dnyipro Dnyipropetrovszk | 32,193     | 2     |
| Trabzonspor              | 31,340     | 2     |
| Panathinaikósz           | 30,220     | 2     |
| Sparta Praha             | 28,870     | 2     |
| Borussia Mönchengladbach | 25,328     | 2     |

| Csapat               | Együttható | Kalap |
| -------------------- | ---------- | ----- |
| Everton              | 24,949     | 3     |
| Young Boys           | 24,145     | 3     |
| Dinamo Zagreb        | 23,925     | 3     |
| FC Zürich            | 18,645     | 3     |
| Estoril Praia        | 15,459     | 3     |
| Legia Warszawa       | 15,275     | 3     |
| Partizan             | 14,825     | 3     |
| Torino FC            | 13,387     | 3     |
| Feyenoord            | 13,362     | 3     |
| En Avant de Guingamp | 12,800     | 3     |
| AS Saint-Étienne     | 12,800     | 3     |
| Rio Ave              | 12,459     | 3     |
| Gyinamo Moszkva      | 12,399     | 4     |
| FK Krasznodar        | 9,399      | 4     |
| Rijeka               | 8,925      | 4     |
| KSC Lokeren          | 8,760      | 4     |
| Asztérasz Trípolisz  | 8,720      | 4     |
| Slovan Bratislava    | 8,700      | 4     |
| Apóllon Lemeszú      | 8,650      | 4     |
| Qarabağ              | 7,575      | 4     |
| HJK                  | 7,435      | 4     |
| Astra Giurgiu        | 6,951      | 4     |
| Dinama Minszk        | 6,725      | 4     |
| Aalborg BK           | 5,260      | 4     |

## Csoportok

### Sorrend meghatározása
Az UEFA versenyszabályzata alapján, ha két vagy több csapat a csoportmérkőzések után azonos pontszámmal állt, az alábbiak alapján kellett meghatározni a sorrendet:
1. az azonosan álló csapatok mérkőzésein szerzett több pont
2. az azonosan álló csapatok mérkőzésein elért jobb gólkülönbség
3. az azonosan álló csapatok mérkőzésein idegenben szerzett több gól
4. az összes mérkőzésen elért jobb gólkülönbség
5. az összes mérkőzésen szerzett több gól
6. az azonosan álló csapatok és nemzeti szövetségük jobb UEFA-együtthatója az elmúlt öt évben

| Színmagyarázat                                                          |
| ----------------------------------------------------------------------- |
| A csoportok első két helyezettje bejutott az egyenes kieséses szakaszba |
| A csoportok harmadik és negyedik helyezettjei kiestek.                  |

Minden időpont közép-európai idő/közép-európai nyári idő szerint van feltüntetve.

### A csoport
| Csapat                   | M | Gy | D | V | G+ | G– | Gk  | P  |
| ------------------------ | - | -- | - | - | -- | -- | --- | -- |
| Borussia Mönchengladbach | 6 | 3  | 3 | 0 | 14 | 4  | +10 | 12 |
| Villarreal CF            | 6 | 3  | 2 | 1 | 15 | 7  | +8  | 11 |
| FC Zürich                | 6 | 2  | 1 | 3 | 10 | 14 | –4  | 7  |
| Apóllon Lemeszú          | 6 | 1  | 0 | 5 | 4  | 18 | –14 | 3  |

|                          | VIL | MÖN | ZÜR | LEM |
| ------------------------ | --- | --- | --- | --- |
| Villarreal CF            |     | 2–2 | 4–1 | 4–0 |
| Borussia Mönchengladbach | 1–1 |     | 3–0 | 5–0 |
| FC Zürich                | 3–2 | 1–1 |     | 3–1 |
| Apóllon Lemeszú          | 0–2 | 0–2 | 3–2 |     |

| 2014. szeptember 18. 19:00 |

| Borussia Mönchengladbach | 1–1               | Villarreal CF |
| ------------------------ | ----------------- | ------------- |
| Herrmann 21'             | (1–0) Jegyzőkönyv | Uche 68'      |

| Borussia-Park Stadion, Mönchengladbach Játékvezető: Ivan Kružliak (szlovák) |

| 2014. szeptember 18. 19:00 |

| Apóllon Lemeszú                         | 3–2               | FC Zürich               |
| --------------------------------------- | ----------------- | ----------------------- |
| Papoulis 9' Gullón 40' Koch 87' (öngól) | (2–0) Jegyzőkönyv | Rikan 50' Yapi Yapo 54' |

| GSZP Stadion, Nicosia Játékvezető: Simon Lee Evans (walesi) |

| 2014. október 2. 21:05 |

| FC Zürich   | 1–1               | Borussia Mönchengladbach |
| ----------- | ----------------- | ------------------------ |
| Etoundi 23' | (1–1) Jegyzőkönyv | Nordtveit 25'            |

| Letzigrund, Zürich Játékvezető: Slavko Vinčić (szlovén) |

| 2014. október 2. 21:05 |

| Villarreal CF                  | 4–0               | Apóllon Lemeszú |
| ------------------------------ | ----------------- | --------------- |
| Moreno 9' 82' Espinosa 44' 51' | (2–0) Jegyzőkönyv |                 |

| Estadio El Madrigal, Villarreal Játékvezető: Arnold Hunter (északír) |

| 2014. október 23. 21:05 |

| Villarreal CF                                 | 4–1               | FC Zürich        |
| --------------------------------------------- | ----------------- | ---------------- |
| Cani 6' Vietto 57' Soriano 60' Dos Santos 78' | (1–1) Jegyzőkönyv | Schönbächler 43' |

| Estadio El Madrigal, Villarreal Játékvezető: Halis Özkahya (török) |

| 2014. október 23. 21:05 |

| Borussia Mönchengladbach                                    | 5–0               | Apóllon Lemeszú |
| ----------------------------------------------------------- | ----------------- | --------------- |
| Traoré 11' 67' Hrgota 56' Herrmann 83' Angeli 90+1' (öngól) | (1–0) Jegyzőkönyv |                 |

| Borussia-Park Stadion, Mönchengladbach Játékvezető: Yevhen Aranovskiy (ukrán) |

| 2014. november 6. 19:00 |

| FC Zürich                          | 3–2               | Villarreal CF       |
| ---------------------------------- | ----------------- | ------------------- |
| Etoundi 21' Buff 26' Chikhaoui 29' | (3–2) Jegyzőkönyv | Pina 19' Gerard 23' |

| Letzigrund, Zürich Játékvezető: Vladislav Bezborodov (orosz) |

| 2014. november 6. 19:00 |

| Apóllon Lemeszú | 0–2               | Borussia Mönchengladbach   |
| --------------- | ----------------- | -------------------------- |
|                 | (0–0) Jegyzőkönyv | Raffael 56' Herrmann 90+5' |

| GSP Stadium, Nicosia Játékvezető: Antony Gautier (francia) |

| 2014. november 27. 21:05 |

| Villarreal CF            | 2–2               | Borussia Mönchengladbach |
| ------------------------ | ----------------- | ------------------------ |
| Vietto 26' Cheryshev 63' | (1–0) Jegyzőkönyv | Raffael 55' Xhaka 67'    |

| Estadio El Madrigal, Villarreal Játékvezető: Szymon Marciniak (lengyel) |

| 2014. november 27. 21:05 |

| FC Zürich                                            | 3–1               | Apóllon Lemeszú |
| ---------------------------------------------------- | ----------------- | --------------- |
| Djimsiti 32' Chikhaoui 39' (11-esből) 59' (11-esből) | (2–1) Jegyzőkönyv | Farley 23'      |

| Letzigrund, Zürich Játékvezető: Kristo Tohver (észt) |

| 2014. december 11. 19:00 |

| Borussia Mönchengladbach   | 3–0               | FC Zürich |
| -------------------------- | ----------------- | --------- |
| Hermann 31' Hrgota 59' 64' | (1–0) Jegyzőkönyv |           |

| Borussia-Park Stadion, Mönchengladbach Játékvezető: Luca Banti (olasz) |

| 2014. december 11. 19:00 |

| Apóllon Lemeszú | 0–2               | Villarreal CF         |
| --------------- | ----------------- | --------------------- |
|                 | (0–2) Jegyzőkönyv | Gerard 35' Vietto 40' |

| GSP Stadium, Nicosia Játékvezető: Serge Gumienny (belga) |

### B csoport
| Csapat       | M | Gy | D | V | G+ | G– | Gk | P  |
| ------------ | - | -- | - | - | -- | -- | -- | -- |
| Club Brugge  | 6 | 3  | 3 | 0 | 10 | 2  | +8 | 12 |
| Torino FC    | 6 | 3  | 2 | 1 | 9  | 3  | +6 | 11 |
| HJK          | 6 | 2  | 0 | 4 | 5  | 11 | –6 | 6  |
| FC København | 6 | 1  | 1 | 4 | 5  | 13 | –8 | 4  |

|              | KOB | BRU | TOR | HJK |
| ------------ | --- | --- | --- | --- |
| FC København |     | 0–4 | 1–5 | 2–0 |
| Club Brugge  | 1–1 |     | 0–0 | 2–1 |
| Torino FC    | 1–0 | 0–0 |     | 2–0 |
| HJK          | 2–1 | 0–3 | 2–1 |     |

| 2014. szeptember 18. 19:00 |

| Club Brugge | 0–0         | Torino FC |
| ----------- | ----------- | --------- |
|             | Jegyzőkönyv |           |

| Jan Breydelstadion, Bruges Játékvezető: Halis Özkahya (török) |

| 2014. szeptember 18. 19:00 |

| FC København      | 2–0               | HJK |
| ----------------- | ----------------- | --- |
| Jørgensen 68' 81' | (0–0) Jegyzőkönyv |     |

| Telia Parken Stadion, Koppenhága Játékvezető: Yevhen Aranovskiy (ukrán) |

| 2014. október 2. 21:05 |

| HJK | 0–3               | Club Brugge                                     |
| --- | ----------------- | ----------------------------------------------- |
|     | (0–1) Jegyzőkönyv | Heikkinen 19' (öngól) De Sutter 70' De Bock 78' |

| Sonera-stadion, Helsinki Játékvezető: Ognjen Valjić (bosznia-hercegovinai) |

| 2014. október 2. 21:05 |

| Torino FC                     | 1–0               | FC København |
| ----------------------------- | ----------------- | ------------ |
| Quagliarella 90+4' (11-esből) | (0–0) Jegyzőkönyv |              |

| Stadio Olimpico, Torino Játékvezető: Carlos Clos Gómez (spanyol) |

| 2014. október 23. 21:05 |

| Torino FC               | 2–0               | HJK |
| ----------------------- | ----------------- | --- |
| Molinaro 35' Amauri 58' | (1–0) Jegyzőkönyv |     |

| Stadio Olimpico, Torino Játékvezető: Stephan Klossner (svájci) |

| 2014. október 23. 21:05 |

| Club Brugge   | 1–1               | FC København |
| ------------- | ----------------- | ------------ |
| Vázquez 90+2' | (0–0) Jegyzőkönyv | Amartey 89'  |

| Jan Breydelstadion, Brugge Játékvezető: Michael Oliver (angol) |

| 2014. november 6. 19:00 |

| HJK                | 2–1               | Torino FC        |
| ------------------ | ----------------- | ---------------- |
| Baah 60' Moren 81' | (0–0) Jegyzőkönyv | Quagliarella 90' |

| Sonera-stadion, Helsinki Játékvezető: Arnold Hunter (északír) |

| 2014. november 6. 19:00 |

| FC København | 0–4               | Club Brugge                    |
| ------------ | ----------------- | ------------------------------ |
|              | (0–3) Jegyzőkönyv | Refaelov 7' 30' 36' Vormer 60' |

| Parken Stadion, Koppenhága Játékvezető: Manuel Gräfe (német) |

| 2014. november 27. 21:05 |

| Torino FC | 0–0         | Club Brugge |
| --------- | ----------- | ----------- |
|           | Jegyzőkönyv |             |

| Stadio Olimpico, Torino Játékvezető: Bas Nijhuis (holland) |

| 2014. november 27. 21:05 |

| HJK                   | 2–1               | FC København |
| --------------------- | ----------------- | ------------ |
| Baah 29' Kandji 90+3' | (1–0) Jegyzőkönyv | Nilsson 90'  |

| Sonera-stadion, Helsinki Játékvezető: Tony Chapron (francia) |

| 2014. december 11. 19:00 |

| Club Brugge                              | 2–1               | HJK        |
| ---------------------------------------- | ----------------- | ---------- |
| Felipe Gedoz 28' (11-esből) Refaelov 88' | (1–0) Jegyzőkönyv | Kandji 51' |

| Jan Breydelstadion, Bruges Játékvezető: Szergej Karaszjov (orosz) |

| 2014. december 11. 19:00 |

| FC København | 1–5               | Torino FC                                                    |
| ------------ | ----------------- | ------------------------------------------------------------ |
| Amartey 6'   | (1–2) Jegyzőkönyv | Martínez 15' 47' Amauri 42' (11-esből) Darmian 49' Silva 53' |

| Parken Stadion, Koppenhága Játékvezető: Vladislav Bezborodov (orosz) |

### C csoport
| Csapat              | M | Gy | D | V | G+ | G– | Gk | P  |
| ------------------- | - | -- | - | - | -- | -- | -- | -- |
| Beşiktaş JK         | 6 | 3  | 3 | 0 | 11 | 5  | +6 | 12 |
| Tottenham Hotspur   | 6 | 3  | 2 | 1 | 9  | 4  | +5 | 11 |
| Asztérasz Trípolisz | 6 | 1  | 3 | 2 | 7  | 10 | –3 | 6  |
| Partizan            | 6 | 0  | 2 | 4 | 1  | 9  | –8 | 2  |

|                     | TOT | BES | PAR | TRÍ |
| ------------------- | --- | --- | --- | --- |
| Tottenham Hotspur   |     | 1–1 | 1–0 | 5–1 |
| Beşiktaş JK         | 1–0 |     | 2–1 | 1–1 |
| Partizan            | 0–0 | 0–4 |     | 0–0 |
| Asztérasz Trípolisz | 1–2 | 2–2 | 2–0 |     |

| 2014. szeptember 18. 19:00 |

| Partizan | 0–0         | Tottenham Hotspur |
| -------- | ----------- | ----------------- |
|          | Jegyzőkönyv |                   |

| Stadion Partizana, Belgrád Játékvezető: Alon Yefet (izraeli) |

| 2014. szeptember 18. 19:00 |

| Beşiktaş JK | 1–1               | Asztérasz Trípolisz |
| ----------- | ----------------- | ------------------- |
| Töre 33'    | (1–0) Jegyzőkönyv | Parra 88'           |

| Atatürk Olimpiai Stadion, Isztambul Játékvezető: Miroslav Zelinka (cseh) |

| 2014. október 2. 21:05 |

| Asztérasz Trípolisz | 2–0               | Partizan |
| ------------------- | ----------------- | -------- |
| Usero 22' Parra 52' | (1–0) Jegyzőkönyv |          |

| Theodoros Kolokotronis Stadium, Trípoli Játékvezető: Danny Makkelie (holland) |

| 2014. október 2. 21:05 |

| Tottenham Hotspur | 1–1               | Beşiktaş JK       |
| ----------------- | ----------------- | ----------------- |
| Kane 27'          | (1–0) Jegyzőkönyv | Ba 89' (11-esből) |

| White Hart Lane, London Játékvezető: Manuel Gräfe (német) |

| 2014. október 23. 21:05 |

| Tottenham Hotspur               | 5–1               | Asztérasz Trípolisz |
| ------------------------------- | ----------------- | ------------------- |
| Kane 13' 74' 81' Lamela 30' 66' | (2–0) Jegyzőkönyv | Barrales 89'        |

| White Hart Lane, London Játékvezető: Ivan Kružliak (szlovák) |

| 2014. október 23. 21:05 |

| Partizan | 0–4               | Beşiktaş JK                            |
| -------- | ----------------- | -------------------------------------- |
|          | (0–2) Jegyzőkönyv | Kavlak 18' Ba 45' Özyakup 52' Töre 54' |

| Partizan Stadion, Belgrád Játékvezető: Paolo Mazzoleni (olasz) |

| 2014. november 6. 19:00 |

| Asztérasz Trípolisz     | 1–2               | Tottenham Hotspur                |
| ----------------------- | ----------------- | -------------------------------- |
| Barrales 90' (11-esből) | (0–2) Jegyzőkönyv | Townsend 36' (11-esből) Kane 42' |

| Theodoros Kolokotronis Stadium, Trípoli Játékvezető: Javier Estrada Fernández (spanyol) |

| 2014. november 6. 19:00 |

| Beşiktaş JK           | 2–1               | Partizan     |
| --------------------- | ----------------- | ------------ |
| Ba 57' (11-esből) 62' | (0–0) Jegyzőkönyv | Marković 78' |

| Atatürk Olympic Stadium, Isztambul Játékvezető: Alexandru Tudor (román) |

| 2014. november 27. 21:05 |

| Tottenham Hotspur | 1–0               | Partizan |
| ----------------- | ----------------- | -------- |
| Stambouli 49'     | (0–0) Jegyzőkönyv |          |

| White Hart Lane, London Játékvezető: Yevhen Aranovskiy (ukrán) |

| 2014. november 27. 21:05 |

| Asztérasz Trípolisz    | 2–2               | Beşiktaş JK                |
| ---------------------- | ----------------- | -------------------------- |
| Barrales 72' Parra 83' | (0–1) Jegyzőkönyv | Ba 15' Töre 61' (11-esből) |

| Theodoros Kolokotronis Stadium, Trípoli Játékvezető: Jorge Sousa (portugál) |

| 2014. december 11. 19:00 |

| Partizan | 0–0         | Asztérasz Trípolisz |
| -------- | ----------- | ------------------- |
|          | Jegyzőkönyv |                     |

| Partizan Stadion, Belgrád Játékvezető: Paweł Gil (lengyel) |

| 2014. december 11. 19:00 |

| Beşiktaş JK | 1–0               | Tottenham Hotspur |
| ----------- | ----------------- | ----------------- |
| Cenk 59'    | (0–0) Jegyzőkönyv |                   |

| Atatürk Olympic Stadium, Istanbul Játékvezető: Stefan Johannesson (svéd) |

### D csoport
| Csapat            | M | Gy | D | V | G+ | G– | Gk  | P  |
| ----------------- | - | -- | - | - | -- | -- | --- | -- |
| Red Bull Salzburg | 6 | 5  | 1 | 0 | 21 | 8  | +13 | 16 |
| Celtic            | 6 | 2  | 2 | 2 | 10 | 11 | –1  | 8  |
| Dinamo Zagreb     | 6 | 2  | 0 | 4 | 12 | 15 | –3  | 6  |
| Astra Giurgiu     | 6 | 1  | 1 | 4 | 6  | 15 | –9  | 4  |

|                   | SAL | CEL | ZAG | GIU |
| ----------------- | --- | --- | --- | --- |
| Red Bull Salzburg |     | 2–2 | 4–2 | 5–1 |
| Celtic            | 1–3 |     | 1–0 | 2–1 |
| Dinamo Zagreb     | 1–5 | 4–3 |     | 5–1 |
| Astra Giurgiu     | 1–2 | 1–1 | 1–0 |     |

| 2014. szeptember 18. 19:00 |

| Red Bull Salzburg    | 2–2               | Celtic               |
| -------------------- | ----------------- | -------------------- |
| Alan 36' Soriano 78' | (1–1) Jegyzőkönyv | Wakaso 14' Brown 60' |

| Red Bull Arena, Wals-Siezenheim Játékvezető: Artur Soares Dias (portugál) |

| 2014. szeptember 18. 19:00 |

| Dinamo Zagreb                                   | 5–1               | Astra Giurgiu |
| ----------------------------------------------- | ----------------- | ------------- |
| Soudani 17' 24' 45+1' Henríquez 70' Ćorić 90+2' | (3–0) Jegyzőkönyv | Chițu 82'     |

| Maksimir Stadion, Zágráb Játékvezető: Leontios Trattou (ciprusi) |

| 2014. október 2. 21:05 |

| Astra Giurgiu | 1–2               | Red Bull Salzburg     |
| ------------- | ----------------- | --------------------- |
| Seto 15'      | (1–2) Jegyzőkönyv | Kampl 36' Soriano 42' |

| Stadionul Marin Anastasovici, Giurgiu Játékvezető: Libor Kovařík (cseh) |

| 2014. október 2. 21:05 |

| Celtic     | 1–0               | Dinamo Zagreb |
| ---------- | ----------------- | ------------- |
| Commons 6' | (1–0) Jegyzőkönyv |               |

| Celtic Park, Glasgow Játékvezető: Sébastien Delferiere (belga) |

| 2014. október 23. 21:05 |

| Celtic                    | 2–1               | Astra Giurgiu |
| ------------------------- | ----------------- | ------------- |
| Šćepović 73' Johansen 79' | (0–0) Jegyzőkönyv | Enache 81'    |

| Celtic Park, Glasgow Játékvezető: Kristinn Jakobsson (izlandi) |

| 2014. október 23. 21:05 |

| Red Bull Salzburg            | 4–2               | Dinamo Zagreb           |
| ---------------------------- | ----------------- | ----------------------- |
| Alan 14' 45' 52' Ramalho 49' | (2–0) Jegyzőkönyv | Ademi 81' Henríquez 89' |

| Red Bull Arena, Wals-Siezenheim Játékvezető: Serdar Gözübüyük (holland) |

| 2014. november 6. 19:00 |

| Astra Giurgiu | 1–1               | Celtic       |
| ------------- | ----------------- | ------------ |
| William 79'   | (0–1) Jegyzőkönyv | Johansen 32' |

| Stadionul Marin Anastasovici, Giurgiu Játékvezető: Serhiy Boyko (ukrán) |

| 2014. november 6. 19:00 |

| Dinamo Zagreb | 1–5               | Red Bull Salzburg                       |
| ------------- | ----------------- | --------------------------------------- |
| Henríquez 60' | (0–1) Jegyzőkönyv | Soriano 40' 64' 85' Kampl 59' Bruno 72' |

| Maksimir Stadion, Zágráb Játékvezető: Michael Koukoulakis (görög) |

| 2014. november 27. 21:05 |

| Celtic       | 1–3               | Red Bull Salzburg       |
| ------------ | ----------------- | ----------------------- |
| Johansen 30' | (1–2) Jegyzőkönyv | Alan 8' 13' Keïta 90+2' |

| Celtic Park, Glasgow Játékvezető: Halis Özkahya (török) |

| 2014. november 27. 21:05 |

| Astra Giurgiu | 1–0               | Dinamo Zagreb |
| ------------- | ----------------- | ------------- |
| Bukari 50'    | (0–0) Jegyzőkönyv |               |

| Stadionul Marin Anastasovici, Giurgiu Játékvezető: Szergej Lapocskin (orosz) |

| 2014. december 11. 19:00 |

| Red Bull Salzburg                        | 5–1               | Astra Giurgiu |
| ---------------------------------------- | ----------------- | ------------- |
| Sabitzer 9' Kampl 34' 90+2' Alan 46' 70' | (2–0) Jegyzőkönyv | Florescu 51'  |

| Red Bull Arena, Wals-Siezenheim Játékvezető: Paweł Raczkowski (lengyel) |

| 2014. december 11. 19:00 |

| Dinamo Zagreb                  | 4–3               | Celtic                                       |
| ------------------------------ | ----------------- | -------------------------------------------- |
| Pjaca 14' 40' 50' Brozović 48' | (2–2) Jegyzőkönyv | Commons 23' Šćepović 30' Pivarić 82' (öngól) |

| Maksimir Stadion, Zágráb Játékvezető: Gediminas Mažeika (litván) |

### E csoport
| Csapat          | M | Gy | D | V | G+ | G– | Gk | P  |
| --------------- | - | -- | - | - | -- | -- | -- | -- |
| Gyinamo Moszkva | 6 | 6  | 0 | 0 | 9  | 3  | +6 | 18 |
| PSV Eindhoven   | 6 | 2  | 2 | 2 | 8  | 8  | 0  | 8  |
| Estoril Praia   | 6 | 1  | 2 | 3 | 7  | 8  | –1 | 5  |
| Panathinaikósz  | 6 | 0  | 2 | 4 | 6  | 11 | –5 | 2  |

|                 | PSV | PAN | EST | MOS |
| --------------- | --- | --- | --- | --- |
| PSV Eindhoven   |     | 1–1 | 1–0 | 0–1 |
| Panathinaikósz  | 2–3 |     | 1–1 | 1–2 |
| Estoril Praia   | 3–3 | 2–0 |     | 1–2 |
| Gyinamo Moszkva | 1–0 | 2–1 | 1–0 |     |

| 2014. szeptember 18. 19:00 |

| PSV Eindhoven          | 1–0               | Estoril Praia |
| ---------------------- | ----------------- | ------------- |
| de Jong 26' (11-esből) | (1–0) Jegyzőkönyv |               |

| Philips Stadion, Eindhoven Játékvezető: Bobby Madden (skót) |

| 2014. szeptember 18. 19:00 |

| Panathinaikósz | 1–2               | Gyinamo Moszkva       |
| -------------- | ----------------- | --------------------- |
| Dinas 63'      | (0–1) Jegyzőkönyv | Kokorin 40' Ionov 49' |

| Apostolos Nikolaidis Stadium, Athén Játékvezető: Daniele Orsato (olasz) |

| 2014. október 2. 21:05 |

| Gyinamo Moszkva | 1–0               | PSV Eindhoven |
| --------------- | ----------------- | ------------- |
| Zhirkov 90+3'   | (0–0) Jegyzőkönyv |               |

| Arena Khimki, Khimki Játékvezető: Marcin Borski (lengyel) |

| 2014. október 2. 21:05 |

| Estoril Praia        | 2–0               | Panathinaikósz |
| -------------------- | ----------------- | -------------- |
| Kléber 52' Amado 66' | (0–0) Jegyzőkönyv |                |

| Estádio António Coimbra da Mota, Estoril Játékvezető: Serge Gumienny (belga) |

| 2014. október 23. 21:05 |

| Estoril Praia | 1–2               | Gyinamo Moszkva         |
| ------------- | ----------------- | ----------------------- |
| Tavares 90+5' | (0–0) Jegyzőkönyv | Kokorin 52' Zhirkov 80' |

| Estádio António Coimbra da Mota, Estoril Játékvezető: Alon Yefet (izraeli) |

| 2014. október 23. 21:05 |

| PSV Eindhoven | 1–1               | Panathinaikósz |
| ------------- | ----------------- | -------------- |
| Memphis 44'   | (1–0) Jegyzőkönyv | Karelis 87'    |

| Philips Stadion, Eindhoven Játékvezető: Miroslav Zelinka (cseh) |

| 2014. november 6. 19:00 |

| Gyinamo Moszkva | 1–0               | Estoril Praia |
| --------------- | ----------------- | ------------- |
| Kurányi 77'     | (0–0) Jegyzőkönyv |               |

| Arena Khimki, Khimki Játékvezető: Mattias Gestranius (finn) |

| 2014. november 6. 19:00 |

| Panathinaikósz        | 2–3               | PSV Eindhoven                         |
| --------------------- | ----------------- | ------------------------------------- |
| Ajagun 11' Petrić 43' | (2–1) Jegyzőkönyv | Memphis 27' De Jong 65' Wijnaldum 78' |

| Apostolos Nikolaidis Stadium, Athén Játékvezető: Marijo Strahonja (horvát) |

| 2014. november 27. 21:05 |

| Gyinamo Moszkva                          | 2–1               | Panathinaikósz |
| ---------------------------------------- | ----------------- | -------------- |
| Triantafyllopoulos 55' (öngól) Ionov 61' | (0–1) Jegyzőkönyv | Berg 14'       |

| Arena Khimki, Khimki Játékvezető: Eitan Shemeulevitch (izraeli) |

| 2014. november 27. 21:05 |

| Estoril Praia               | 3–3               | PSV Eindhoven                         |
| --------------------------- | ----------------- | ------------------------------------- |
| Tozé 12' Kuca 30' Amado 39' | (3–2) Jegyzőkönyv | Memphis 6' Narsingh 14' Wijnaldum 82' |

| Estádio António Coimbra da Mota, Estoril Játékvezető: Martin Strömbergsson (svéd) |

A mérkőzés heves esőzések miatt a félidőben félbeszakadt. 2014. november 28-án 17 órától folytatták.
| 2014. december 11. 19:00 |

| PSV Eindhoven | 0–1               | Gyinamo Moszkva |
| ------------- | ----------------- | --------------- |
|               | (0–0) Jegyzőkönyv | Ionov 90'       |

| Philips Stadion, Eindhoven Játékvezető: Vad István (magyar) |

| 2014. december 11. 19:00 |

| Panathinaikósz | 1–1               | Estoril Praia |
| -------------- | ----------------- | ------------- |
| Karelis 55'    | (0–0) Jegyzőkönyv | Kléber 87'    |

| Apostolos Nikolaidis Stadium, Athén Játékvezető: Harald Lechner (osztrák) |

### F csoport
| Csapat                   | M | Gy | D | V | G+ | G– | Gk | P  |
| ------------------------ | - | -- | - | - | -- | -- | -- | -- |
| Internazionale           | 6 | 3  | 3 | 0 | 6  | 2  | +4 | 12 |
| Dnyipro Dnyipropetrovszk | 6 | 2  | 1 | 3 | 4  | 5  | –1 | 7  |
| Qarabağ                  | 6 | 1  | 3 | 2 | 3  | 5  | –2 | 6  |
| AS Saint-Étienne         | 6 | 0  | 5 | 1 | 2  | 3  | –1 | 5  |

|                          | INT | DNY | SAI | QAR |
| ------------------------ | --- | --- | --- | --- |
| Internazionale           |     | 2–1 | 0–0 | 2–0 |
| Dnyipro Dnyipropetrovszk | 0–1 |     | 1–0 | 0–1 |
| AS Saint-Étienne         | 1–1 | 0–0 |     | 1–1 |
| Qarabağ                  | 0–0 | 1–2 | 0–0 |     |

| 2014. szeptember 18. 18:00 |

| Qarabağ | 0–0         | AS Saint-Étienne |
| ------- | ----------- | ---------------- |
|         | Jegyzőkönyv |                  |

| Tofiq Bahramov Republican Stadium, Baku Játékvezető: Steven McLean (skót) |

| 2014. szeptember 18. 19:00 |

| Dnyipro Dnyipropetrovszk | 0–1               | Internazionale |
| ------------------------ | ----------------- | -------------- |
|                          | (0–0) Jegyzőkönyv | D'Ambrosio 71' |

| Olympic Stadium, Kijev Játékvezető: Felix Zwayer (német) |

| 2014. október 2. 21:05 |

| AS Saint-Étienne | 0–0         | Dnyipro Dnyipropetrovszk |
| ---------------- | ----------- | ------------------------ |
|                  | Jegyzőkönyv |                          |

| Stade Geoffroy-Guichard, Saint-Étienne Játékvezető: Alexandru Tudor (román) |

| 2014. október 2. 21:05 |

| Internazionale            | 2–0               | Qarabağ |
| ------------------------- | ----------------- | ------- |
| D'Ambrosio 18' Icardi 85' | (1–0) Jegyzőkönyv |         |

| San Siro, Milánó Játékvezető: Aleksei Kulbakov (fehérorosz) |

| 2014. október 23. 21:05 |

| Internazionale | 0–0         | AS Saint-Étienne |
| -------------- | ----------- | ---------------- |
|                | Jegyzőkönyv |                  |

| San Siro, Milánó Játékvezető: Anthony Taylor (angol) |

| 2014. október 23. 21:05 |

| Dnyipro Dnyipropetrovszk | 0–1               | Qarabağ    |
| ------------------------ | ----------------- | ---------- |
|                          | (0–1) Jegyzőkönyv | Muarem 21' |

| Olympic Stadium, Kijev Játékvezető: Libor Kovařík (cseh) |

| 2014. november 6. 18:00 |

| Qarabağ    | 1–2               | Dnyipro Dnyipropetrovszk |
| ---------- | ----------------- | ------------------------ |
| George 36' | (1–1) Jegyzőkönyv | Kalinić 15' 73'          |

| Tofiq Bahramov Republican Stadium, Baku Játékvezető: Paweł Gil (lengyel) |

| 2014. november 6. 19:00 |

| AS Saint-Étienne | 1–1               | Internazionale |
| ---------------- | ----------------- | -------------- |
| Bayal Sall 50'   | (0–1) Jegyzőkönyv | Dodô 33'       |

| Stade Geoffroy-Guichard, Saint-Étienne Játékvezető: Slavko Vinčić (szlovén) |

| 2014. november 27. 21:05 |

| Internazionale             | 2–1               | Dnyipro Dnyipropetrovszk |
| -------------------------- | ----------------- | ------------------------ |
| Kuzmanović 30' Osvaldo 50' | (1–1) Jegyzőkönyv | Rotan 16'                |

| San Siro, Milánó Játékvezető: Bobby Madden (skót) |

| 2014. november 27. 21:05 |

| AS Saint-Étienne    | 1–1               | Qarabağ     |
| ------------------- | ----------------- | ----------- |
| Van Wolfswinkel 21' | (1–1) Jegyzőkönyv | Nadirov 15' |

| Stade Geoffroy-Guichard, Saint-Étienne Játékvezető: Kristinn Jakobsson (izlandi) |

| 2014. december 11. 19:00 |

| Dnyipro Dnyipropetrovszk | 1–0               | AS Saint-Étienne |
| ------------------------ | ----------------- | ---------------- |
| Fedetskyi 66'            | (0–0) Jegyzőkönyv |                  |

| Olympic Stadium, Kijev Játékvezető: Marijo Strahonja (horvát) |

| 2014. december 11. 19:00 |

| Qarabağ | 0–0         | Internazionale |
| ------- | ----------- | -------------- |
|         | Jegyzőkönyv |                |

| Tofiq Bahramov Republican Stadium, Baku Játékvezető: Miroslav Zelinka (cseh) |

### G csoport
| Csapat            | M | Gy | D | V | G+ | G– | Gk | P  |
| ----------------- | - | -- | - | - | -- | -- | -- | -- |
| Feyenoord         | 6 | 4  | 0 | 2 | 10 | 6  | +4 | 12 |
| Sevilla FC        | 6 | 3  | 2 | 1 | 8  | 5  | +3 | 11 |
| Rijeka            | 6 | 2  | 1 | 3 | 7  | 8  | –1 | 7  |
| Standard de Liège | 6 | 1  | 1 | 4 | 4  | 10 | –6 | 4  |

|                   | SEV | STA | FEY | RIJ |
| ----------------- | --- | --- | --- | --- |
| Sevilla FC        |     | 3–1 | 2–0 | 1–0 |
| Standard de Liège | 0–0 |     | 0–3 | 2–0 |
| Feyenoord         | 2–0 | 2–1 |     | 2–0 |
| Rijeka            | 2–2 | 2–0 | 3–1 |     |

| 2014. szeptember 18. 21:05 |

| Standard de Liège    | 2–0               | Rijeka |
| -------------------- | ----------------- | ------ |
| Ciman 74' Araújo 87' | (0–0) Jegyzőkönyv |        |

| Stade Maurice Dufrasne, Liège Játékvezető: Cristian Balaj (román) |

| 2014. szeptember 18. 21:05 |

| Sevilla FC             | 2–0               | Feyenoord |
| ---------------------- | ----------------- | --------- |
| Krychowiak 8' Mbia 31' | (2–0) Jegyzőkönyv |           |

| Estadio Ramón Sánchez Pizjuán, Sevilla Játékvezető: Ruddy Buquet (francia) |

| 2014. október 2. 19:00 |

| Feyenoord             | 2–1               | Standard de Liège |
| --------------------- | ----------------- | ----------------- |
| Van Beek 47' Manu 84' | (0–0) Jegyzőkönyv | Viera 65'         |

| De Kuip, Rotterdam Játékvezető: Jorge Sousa (portugál) |

| 2014. október 2. 19:00 |

| Rijeka                             | 2–2               | Sevilla FC           |
| ---------------------------------- | ----------------- | -------------------- |
| Kramarić 53' (11-esből) Kvržić 68' | (0–1) Jegyzőkönyv | Aspas 26' Mbia 90+1' |

| Stadion Kantrida, Fiume Játékvezető: Kenn Hansen (dán) |

| 2014. október 23. 19:00 |

| Rijeka                          | 3–1               | Feyenoord     |
| ------------------------------- | ----------------- | ------------- |
| Kramarić 63' 71' 76' (11-esből) | (0–0) Jegyzőkönyv | Toornstra 66' |

| Stadion Kantrida, Fiume Játékvezető: Tom Harald Hagen (norvég) |

| 2014. október 23. 19:00 |

| Standard de Liège | 0–0         | Sevilla FC |
| ----------------- | ----------- | ---------- |
|                   | Jegyzőkönyv |            |

| Stade Maurice Dufrasne, Liège Játékvezető: Hüseyin Göçek (török) |

| 2014. november 6. 21:05 |

| Feyenoord               | 2–0               | Rijeka |
| ----------------------- | ----------------- | ------ |
| El Ahmadi 8' Immers 20' | (2–0) Jegyzőkönyv |        |

| De Kuip, Rotterdam Játékvezető: Craig Thomson (skót) |

| 2014. november 6. 21:05 |

| Sevilla FC                      | 3–1               | Standard de Liège |
| ------------------------------- | ----------------- | ----------------- |
| Gameiro 19' Reyes 41' Bacca 90' | (2–1) Jegyzőkönyv | M'Poku 32'        |

| Estadio Ramón Sánchez Pizjuán, Sevilla Játékvezető: Bobby Madden (skót) |

| 2014. november 27. 19:00 |

| Rijeka                             | 2–0               | Standard de Liège |
| ---------------------------------- | ----------------- | ----------------- |
| Moisés 26' Kramarić 34' (11-esből) | (2–0) Jegyzőkönyv |                   |

| Stadion Kantrida, Fiume Játékvezető: Stephan Studer (svájci) |

| 2014. november 27. 19:00 |

| Feyenoord                   | 2–0               | Sevilla FC |
| --------------------------- | ----------------- | ---------- |
| Toornstra 56' El Ahmadi 83' | (0–0) Jegyzőkönyv |            |

| De Kuip, Rotterdam Játékvezető: Slavko Vinčić (szlovén) |

| 2014. december 11. 21:05 |

| Standard de Liège | 0–3               | Feyenoord                          |
| ----------------- | ----------------- | ---------------------------------- |
|                   | (0–1) Jegyzőkönyv | Toornstra 16' Boetius 60' Manu 88' |

| Stade Maurice Dufrasne, Liège Játékvezető: Alon Yefet (izraeli) |

| 2014. december 11. 21:05 |

| Sevilla FC | 1–0               | Rijeka |
| ---------- | ----------------- | ------ |
| Suarez 20' | (1–0) Jegyzőkönyv |        |

| Estadio Ramón Sánchez Pizjuán, Sevilla Játékvezető: Manuel Gräfe (német) |

### H csoport
| Csapat        | M | Gy | D | V | G+ | G– | Gk | P  |
| ------------- | - | -- | - | - | -- | -- | -- | -- |
| Everton       | 6 | 3  | 2 | 1 | 10 | 3  | +7 | 11 |
| VfL Wolfsburg | 6 | 3  | 1 | 2 | 14 | 10 | +4 | 10 |
| FK Krasznodar | 6 | 1  | 3 | 2 | 7  | 12 | –5 | 6  |
| Lille OSC     | 6 | 0  | 4 | 2 | 3  | 9  | –6 | 4  |

|               | LIL | WOL | EVE | KRA |
| ------------- | --- | --- | --- | --- |
| Lille OSC     |     | 0–3 | 0–0 | 1–1 |
| VfL Wolfsburg | 1–1 |     | 0–2 | 5–1 |
| Everton       | 3–0 | 4–1 |     | 0–1 |
| FK Krasznodar | 1–1 | 2–4 | 1–1 |     |

| 2014. szeptember 18. 21:05 |

| Lille OSC | 1–1               | FK Krasznodar |
| --------- | ----------------- | ------------- |
| Kjær 63'  | (0–1) Jegyzőkönyv | Laborde 35'   |

| Stadium Lille-Metropole, Villeneuve-d’Ascq Játékvezető: Liran Liany (izraeli) |

| 2014. szeptember 18. 21:05 |

| Everton                                                                | 4–1               | VfL Wolfsburg   |
| ---------------------------------------------------------------------- | ----------------- | --------------- |
| Rodriguez 15' (öngól) Coleman 45+1' Baines 47' (11-esből) Mirallas 89' | (2–0) Jegyzőkönyv | Rodriguez 90+4' |

| Goodison Park, Liverpool Játékvezető: Luca Banti (olasz) |

| 2014. október 2. 18:00 |

| FK Krasznodar | 1–1               | Everton   |
| ------------- | ----------------- | --------- |
| Ari 43'       | (1–0) Jegyzőkönyv | Eto'o 82' |

| Kuban Stadium, Krasznodar Játékvezető: Hüseyin Göçek (török) |

| 2014. október 2. 19:00 |

| VfL Wolfsburg | 1–1               | Lille OSC            |
| ------------- | ----------------- | -------------------- |
| De Bruyne 82' | (0–0) Jegyzőkönyv | Origi 77' (11-esből) |

| Volkswagen Arena, Wolfsburg Játékvezető: Ovidiu Hațegan (román) |

| 2014. október 23. 19:00 |

| FK Krasznodar                          | 2–4               | VfL Wolfsburg                                            |
| -------------------------------------- | ----------------- | -------------------------------------------------------- |
| Granqvist 51' (11-esből) Wánderson 86' | (0–1) Jegyzőkönyv | Granqvist 37' (öngól) De Bruyne 46' 80' Luiz Gustavo 64' |

| Kuban Stadion, Krasznodar Játékvezető: Artur Soares Dias (portugál) |

| 2014. október 23. 19:00 |

| Lille OSC | 0–0         | Everton |
| --------- | ----------- | ------- |
|           | Jegyzőkönyv |         |

| Stade Pierre-Mauroy, Villeneuve-d’Ascq Játékvezető: Jorge Sousa (portugál) |

| 2014. november 6. 21:05 |

| VfL Wolfsburg                                             | 5–1               | FK Krasznodar |
| --------------------------------------------------------- | ----------------- | ------------- |
| Hunt 47' 57' Guilavogui 73' Bendtner 89' (11-esből) 90+1' | (0–0) Jegyzőkönyv | Wánderson 72' |

| Volkswagen Arena, Wolfsburg Játékvezető: Pol van Boekel (holland) |

| 2014. november 6. 21:05 |

| Everton                             | 3–0               | Lille OSC |
| ----------------------------------- | ----------------- | --------- |
| Osman 27' Jagielka 42' Naismith 61' | (2–0) Jegyzőkönyv |           |

| Goodison Park, Liverpool Játékvezető: Bas Nijhuis (holland) |

| 2014. november 27. 19:00 |

| FK Krasznodar | 1–1               | Lille OSC |
| ------------- | ----------------- | --------- |
| Ari 35'       | (1–0) Jegyzőkönyv | Roux 79'  |

| Kuban Stadium, Krasznodar Játékvezető: Ivan Kružliak (szlovák) |

| 2014. november 27. 19:00 |

| VfL Wolfsburg | 0–2               | Everton                 |
| ------------- | ----------------- | ----------------------- |
|               | (0–1) Jegyzőkönyv | Lukaku 43' Mirallas 75' |

| Volkswagen Arena, Wolfsburg Játékvezető: Fernando Teixeira Vitienes (spanyol) |

| 2014. december 11. 21:05 |

| Lille OSC | 0–3               | VfL Wolfsburg                                |
| --------- | ----------------- | -------------------------------------------- |
|           | (0–1) Jegyzőkönyv | Vieirinha 45+1' Rodríguez 65' 89' (11-esből) |

| Stadium Lille-Metropole, Villeneuve-d’Ascq Játékvezető: Halis Özkahya (török) |

| 2014. december 11. 21:05 |

| Everton | 0–1               | FK Krasznodar |
| ------- | ----------------- | ------------- |
|         | (0–1) Jegyzőkönyv | Laborde 30'   |

| Játékvezető: Kovács István (román) |

### I csoport
| Csapat            | M | Gy | D | V | G+ | G– | Gk  | P  |
| ----------------- | - | -- | - | - | -- | -- | --- | -- |
| SSC Napoli        | 6 | 4  | 1 | 1 | 11 | 3  | +8  | 13 |
| Young Boys        | 6 | 4  | 0 | 2 | 13 | 7  | +6  | 12 |
| Sparta Praha      | 6 | 3  | 1 | 2 | 11 | 6  | +5  | 10 |
| Slovan Bratislava | 6 | 0  | 0 | 6 | 1  | 20 | –19 | 0  |

|                   | NAP | PRA | YOU | SLO |
| ----------------- | --- | --- | --- | --- |
| SSC Napoli        |     | 3–1 | 3–0 | 3–0 |
| Sparta Praha      | 0–0 |     | 3–1 | 4–0 |
| Young Boys        | 2–0 | 2–0 |     | 5–0 |
| Slovan Bratislava | 0–2 | 0–3 | 1–3 |     |

| 2014. szeptember 18. 21:05 |

| Young Boys                                                | 5–0               | Slovan Bratislava |
| --------------------------------------------------------- | ----------------- | ----------------- |
| Lecjaks 5' Steffen 29' Nuzzolo 63' Nikçi 80' Hoarau 90+2' | (2–0) Jegyzőkönyv |                   |

| Stade de Suisse, Bern Játékvezető: Artyom Kuchin (kazak) |

| 2014. szeptember 18. 21:05 |

| SSC Napoli                             | 3–1               | Sparta Praha |
| -------------------------------------- | ----------------- | ------------ |
| Higuaín 22' (11-esből) Mertens 51' 81' | (1–1) Jegyzőkönyv | Hušbauer 14' |

| San Paolo stadion, Nápoly Játékvezető: Kevin Blom (holland) |

| 2014. október 2. 19:00 |

| Sparta Praha             | 3–1               | Young Boys |
| ------------------------ | ----------------- | ---------- |
| Vácha 27' Lafata 28' 85' | (2–0) Jegyzőkönyv | Hoarau 52' |

| Generali Arena, Prága Játékvezető: Michael Koukoulakis (görög) |

| 2014. október 2. 19:00 |

| Slovan Bratislava | 0–2               | SSC Napoli             |
| ----------------- | ----------------- | ---------------------- |
|                   | (0–1) Jegyzőkönyv | Hamšík 35' Higuaín 74' |

| Štadión Pasienky, Pozsony Játékvezető: Marijo Strahonja (horvát) |

| 2014. október 23. 19:00 |

| Slovan Bratislava | 0–3               | Sparta Praha                     |
| ----------------- | ----------------- | -------------------------------- |
|                   | (0–0) Jegyzőkönyv | Lafata 56' Konaté 61' Krejčí 81' |

| Štadión Pasienky, Pozsony Játékvezető: Martin Strömbergsson (svéd) |

A Slovan Bratislava–Sparta Praha mérkőzés a 42. percben szurkolói rendbontás miatt félbeszakadt, 40 perccel később folytatták.
| 2014. október 23. 19:00 |

| Young Boys               | 2–0               | SSC Napoli |
| ------------------------ | ----------------- | ---------- |
| Hoarau 52' Bertone 90+2' | (0–0) Jegyzőkönyv |            |

| Stade de Suisse, Bern Játékvezető: Ruddy Buquet (francia) |

| 2014. november 6. 21:05 |

| Sparta Praha                             | 4–0               | Slovan Bratislava |
| ---------------------------------------- | ----------------- | ----------------- |
| Lafata 29' 83' Krejčí 32' Nhamoinesu 74' | (2–0) Jegyzőkönyv |                   |

| Generali Arena, Prága Játékvezető: Aleksei Eskov (orosz) |

| 2014. november 6. 21:05 |

| SSC Napoli              | 3–0               | Young Boys |
| ----------------------- | ----------------- | ---------- |
| De Guzmán 45+2' 65' 83' | (1–0) Jegyzőkönyv |            |

| San Paolo stadion, Nápoly Játékvezető: Kenn Hansen (dán) |

| 2014. november 27. 19:00 |

| Slovan Bratislava | 1–3               | Young Boys                        |
| ----------------- | ----------------- | --------------------------------- |
| Soumah 11'        | (1–2) Jegyzőkönyv | Hoarau 9' (11-esből) Kubo 18' 63' |

| Štadión Pasienky, Pozsony Játékvezető: Pol van Boekel (holland) |

| 2014. november 27. 19:00 |

| Sparta Praha | 0–0         | SSC Napoli |
| ------------ | ----------- | ---------- |
|              | Jegyzőkönyv |            |

| Generali Arena, Prága Játékvezető: Andre Marriner (angol) |

| 2014. december 11. 21:05 |

| Young Boys                          | 2–0               | Sparta Praha |
| ----------------------------------- | ----------------- | ------------ |
| Hoarau 75' (11-esből) Steffen 90+4' | (0–0) Jegyzőkönyv |              |

| Stade de Suisse, Bern Játékvezető: Hüseyin Göçek (török) |

| 2014. december 11. 21:05 |

| SSC Napoli                       | 3–0               | Slovan Bratislava |
| -------------------------------- | ----------------- | ----------------- |
| Mertens 6' Hamšík 16' Zapata 75' | (2–0) Jegyzőkönyv |                   |

| San Paolo stadion, Nápoly Játékvezető: Alekszandar Sztavrev (macedón) |

### J csoport
| Csapat           | M | Gy | D | V | G+ | G– | Gk | P  |
| ---------------- | - | -- | - | - | -- | -- | -- | -- |
| Dinamo Kijiv     | 6 | 5  | 0 | 1 | 12 | 4  | +8 | 15 |
| Aalborg BK       | 6 | 3  | 0 | 3 | 5  | 10 | –5 | 9  |
| Steaua București | 6 | 2  | 1 | 3 | 11 | 9  | +2 | 7  |
| Rio Ave          | 6 | 1  | 1 | 4 | 5  | 10 | –5 | 4  |

|                  | KIJ | STE | RIO | AAL |
| ---------------- | --- | --- | --- | --- |
| Dinamo Kijiv     |     | 3–1 | 2–0 | 2–0 |
| Steaua București | 0–2 |     | 2–1 | 6–0 |
| Rio Ave          | 0–3 | 2–2 |     | 2–0 |
| Aalborg BK       | 3–0 | 1–0 | 1–0 |     |

| 2014. szeptember 18. 21:05 |

| Steaua București                                             | 6–0               | Aalborg BK |
| ------------------------------------------------------------ | ----------------- | ---------- |
| Sânmărtean 51' Rusescu 58' (11-esből) 73' Keserü 61' 65' 72' | (0–0) Jegyzőkönyv |            |

| Arena Națională, Bukarest Játékvezető: Vladislav Bezborodov (orosz) |

| 2014. szeptember 18. 21:05 |

| Rio Ave | 0–3               | Dinamo Kijiv                            |
| ------- | ----------------- | --------------------------------------- |
|         | (0–2) Jegyzőkönyv | Yarmolenko 20' Belhanda 25' Kravets 70' |

| Estádio dos Arcos, Vila do Conde Játékvezető: Stefan Johannesson (svéd) |

| 2014. október 2. 19:00 |

| Dinamo Kijiv                                | 3–1               | Steaua București |
| ------------------------------------------- | ----------------- | ---------------- |
| Yarmolenko 40' Kravets 66' Teodorczyk 90+1' | (1–0) Jegyzőkönyv | Rusescu 89'      |

| Olympic Stadium, Kijev Játékvezető: Robert Schörgenhofer (osztrák) |

| 2014. október 2. 19:00 |

| Aalborg BK   | 1–0               | Rio Ave |
| ------------ | ----------------- | ------- |
| Helenius 46' | (0–0) Jegyzőkönyv |         |

| Nordjyske Arena, Aalborg Játékvezető: Tony Chapron (francia) |

| 2014. október 23. 19:00 |

| Aalborg BK                       | 3–0               | Dinamo Kijiv |
| -------------------------------- | ----------------- | ------------ |
| Enevoldsen 11' Thomsen 39' 90+1' | (2–0) Jegyzőkönyv |              |

| Nordjyske Arena, Aalborg Játékvezető: Stephan Studer (svájci) |

| 2014. október 23. 19:00 |

| Steaua București | 2–1               | Rio Ave       |
| ---------------- | ----------------- | ------------- |
| Rusescu 17' 45'  | (2–0) Jegyzőkönyv | Del Valle 48' |

| Arena Națională, Bukarest Játékvezető: Simon Lee Evans (wales) |

| 2014. november 6. 21:05 |

| Dinamo Kijiv          | 2–0               | Aalborg BK |
| --------------------- | ----------------- | ---------- |
| Vida 70' Husyev 90+3' | (0–0) Jegyzőkönyv |            |

| Olympic Stadium, Kijev Játékvezető: Aleksei Kulbakov (fehérorosz) |

| 2014. november 6. 21:05 |

| Rio Ave                        | 2–2               | Steaua București       |
| ------------------------------ | ----------------- | ---------------------- |
| Diego Lopes 35' 77' (11-esből) | (1–0) Jegyzőkönyv | Keșerü 61' Filip 90+4' |

| Estádio dos Arcos, Vila do Conde Játékvezető: Marcin Borski (lengyel) |

| 2014. november 27. 19:00 |

| Aalborg BK     | 1–0               | Steaua București |
| -------------- | ----------------- | ---------------- |
| Enevoldsen 72' | (0–0) Jegyzőkönyv |                  |

| Nordjyske Arena, Aalborg Játékvezető: Felix Zwayer (német) |

| 2014. november 27. 19:00 |

| Dinamo Kijiv        | 2–0               | Rio Ave |
| ------------------- | ----------------- | ------- |
| Lens 53' Veloso 78' | (0–0) Jegyzőkönyv |         |

| Olympic Stadium, Kijev Játékvezető: Tom Harald Hagen (norvég) |

| 2014. december 11. 21:05 |

| Steaua București | 0–2               | Dinamo Kijiv              |
| ---------------- | ----------------- | ------------------------- |
|                  | (0–0) Jegyzőkönyv | Yarmolenko 71' Lens 90+4' |

| Arena Națională, Bukarest Játékvezető: Michael Oliver (angol) |

| 2014. december 11. 21:05 |

| Rio Ave           | 2–0               | Aalborg BK |
| ----------------- | ----------------- | ---------- |
| Del Valle 59' 79' | (0–0) Jegyzőkönyv |            |

| Estádio dos Arcos, Vila do Conde Játékvezető: Sébastien Delferiere (belga) |

### K csoport
| Csapat               | M | Gy | D | V | G+ | G– | Gk  | P  |
| -------------------- | - | -- | - | - | -- | -- | --- | -- |
| Fiorentina           | 6 | 4  | 1 | 1 | 11 | 4  | +7  | 13 |
| En Avant de Guingamp | 6 | 3  | 1 | 2 | 7  | 6  | +1  | 10 |
| PAÓK                 | 6 | 2  | 1 | 3 | 10 | 7  | +3  | 7  |
| Dinama Minszk        | 6 | 1  | 1 | 4 | 3  | 14 | –11 | 4  |

|                      | FIO | PAÓK | GUI | MIN |
| -------------------- | --- | ---- | --- | --- |
| Fiorentina           |     | 1–1  | 3–0 | 1–2 |
| PAÓK                 | 0–1 |      | 1–2 | 6–1 |
| En Avant de Guingamp | 1–2 | 2–0  |     | 2–0 |
| Dinama Minszk        | 0–3 | 0–2  | 0–0 |     |

| 2014. szeptember 18. 21:05 |

| PAÓK                                                                       | 6–1               | Dinama Minszk |
| -------------------------------------------------------------------------- | ----------------- | ------------- |
| Nikolić 4' (öngól) Athanasiadis 11' 17' 28' Papadopoulos 50' Tzandaris 90' | (4–0) Jegyzőkönyv | Nikolić 80'   |

| Túmbasz Stadion, Szaloniki Játékvezető: Mattias Gestranius (finn) |

| 2014. szeptember 18. 21:05 |

| Fiorentina                               | 3–0               | En Avant de Guingamp |
| ---------------------------------------- | ----------------- | -------------------- |
| Vargas 34' Cuadrado 67' Bernardeschi 88' | (1–0) Jegyzőkönyv |                      |

| Stadio Artemio Franchi, Firenze Játékvezető: Harald Lechner (osztrák) |

| 2014. október 2. 19:00 |

| En Avant de Guingamp | 2–0               | PAÓK |
| -------------------- | ----------------- | ---- |
| Marveaux 47' 50'     | (0–0) Jegyzőkönyv |      |

| Stade du Roudourou, Guingamp Játékvezető: Gediminas Mažeika (litván) |

| 2014. október 2. 19:00 |

| Dinama Minszk | 0–3               | Fiorentina                               |
| ------------- | ----------------- | ---------------------------------------- |
|               | (0–1) Jegyzőkönyv | Aquilani 33' Iličić 62' Bernardeschi 67' |

| Borisov Arena, Bariszav Játékvezető: Paweł Gil (lengyel) |

| 2014. október 23. 19:00 |

| Dinama Minszk | 0–0         | En Avant de Guingamp |
| ------------- | ----------- | -------------------- |
|               | Jegyzőkönyv |                      |

| Borisov Arena, Bariszav Játékvezető: Alekszandar Sztavrev (macedón) |

| 2014. október 23. 19:00 |

| PAÓK | 0–1               | Fiorentina |
| ---- | ----------------- | ---------- |
|      | (0–1) Jegyzőkönyv | Vargas 38' |

| Túmbasz Stadion, Szaloniki Játékvezető: Felix Zwayer (német) |

| 2014. november 6. 21:05 |

| En Avant de Guingamp     | 2–0               | Dinama Minszk |
| ------------------------ | ----------------- | ------------- |
| Beauvue 44' Mandanne 86' | (1–0) Jegyzőkönyv |               |

| Stade du Roudourou, Guingamp Játékvezető: Artyom Kuchin (kazak) |

| 2014. november 6. 21:05 |

| Fiorentina  | 1–1               | PAÓK        |
| ----------- | ----------------- | ----------- |
| Pasqual 88' | (0–0) Jegyzőkönyv | Martens 81' |

| Stadio Artemio Franchi, Firenze Játékvezető: Sébastien Delferiere (belga) |

| 2014. november 27. 19:00 |

| Dinama Minszk | 0–2               | PAÓK                 |
| ------------- | ----------------- | -------------------- |
|               | (0–0) Jegyzőkönyv | Athanasiadis 82' 88' |

| Borisov Arena, Barysaw Játékvezető: Robert Schörgenhofer (osztrák) |

| 2014. november 27. 19:00 |

| En Avant de Guingamp   | 1–2               | Fiorentina           |
| ---------------------- | ----------------- | -------------------- |
| Beauvue 45' (11-esből) | (1–2) Jegyzőkönyv | Marin 6' Babacar 13' |

| Stade du Roudourou, Guingamp Játékvezető: Aleksei Eskov (orosz) |

| 2014. december 11. 21:05 |

| PAÓK                        | 1–2               | En Avant de Guingamp |
| --------------------------- | ----------------- | -------------------- |
| Athanasiadis 22' (11-esből) | (1–1) Jegyzőkönyv | Beauvue 7' 83'       |

| Túmbasz Stadion, Szaloniki Játékvezető: Kevin Blom (holland) |

| 2014. december 11. 21:05 |

| Fiorentina | 1–2               | Dinama Minszk            |
| ---------- | ----------------- | ------------------------ |
| Marin 88'  | (0–1) Jegyzőkönyv | Kantsavy 39' Nikolić 55' |

| Stadio Artemio Franchi, Firenze Játékvezető: Cristian Balaj (román) |

### L csoport
| Csapat           | M | Gy | D | V | G+ | G– | Gk | P  |
| ---------------- | - | -- | - | - | -- | -- | -- | -- |
| Legia Warszawa   | 6 | 5  | 0 | 1 | 7  | 2  | +5 | 15 |
| Trabzonspor      | 6 | 3  | 1 | 2 | 8  | 6  | +2 | 10 |
| KSC Lokeren      | 6 | 3  | 1 | 2 | 4  | 4  | 0  | 10 |
| Metaliszt Harkiv | 6 | 0  | 0 | 6 | 3  | 10 | –7 | 0  |

|                  | HAR | TRA | LEG | LOK |
| ---------------- | --- | --- | --- | --- |
| Metaliszt Harkiv |     | 1–2 | 0–1 | 0–1 |
| Trabzonspor      | 3–1 |     | 0–1 | 2–0 |
| Legia Warszawa   | 2–1 | 2–0 |     | 1–0 |
| KSC Lokeren      | 1–0 | 1–1 | 1–0 |     |

| 2014. szeptember 18. 21:05 |

| Metaliszt Harkiv | 1–2               | Trabzonspor                     |
| ---------------- | ----------------- | ------------------------------- |
| Homenyuk 61'     | (0–1) Jegyzőkönyv | Constant 25' Papadopoulos 90+5' |

| Arena Lviv, Lviv Játékvezető: Tom Harald Hagen (norvég) |

| 2014. szeptember 18. 21:05 |

| Legia Warszawa | 1–0               | KSC Lokeren |
| -------------- | ----------------- | ----------- |
| Radović 58'    | (0–0) Jegyzőkönyv |             |

| Lengyel Hadsereg Stadion, Varsó Játékvezető: Michael Oliver (angol) |

| 2014. október 2. 19:00 |

| KSC Lokeren | 1–0               | Metaliszt Harkiv |
| ----------- | ----------------- | ---------------- |
| De Pauw 74' | (0–0) Jegyzőkönyv |                  |

| Daknamstadion, Lokeren Játékvezető: Stephan Studer (svájci) |

| 2014. október 2. 19:00 |

| Trabzonspor | 0–1               | Legia Warszawa |
| ----------- | ----------------- | -------------- |
|             | (0–1) Jegyzőkönyv | Kucharczyk 16' |

| Hüseyin Avni Aker Stadium, Trabzon Játékvezető: Kassai Viktor (magyar) |

| 2014. október 23. 19:00 |

| Metaliszt Harkiv | 0–1               | Legia Warszawa |
| ---------------- | ----------------- | -------------- |
|                  | (0–1) Jegyzőkönyv | Duda 28'       |

| Valerij Lobanovszkij Stadion, Kijev Játékvezető: Gediminas Mažeika (litván) |

| 2014. október 23. 19:00 |

| Trabzonspor               | 2–0               | KSC Lokeren |
| ------------------------- | ----------------- | ----------- |
| Yatabaré 54' Constant 87' | (0–0) Jegyzőkönyv |             |

| Hüseyin Avni Aker Stadium, Trabzon Játékvezető: Liran Liany (izraeli) |

| 2014. november 6. 21:05 |

| KSC Lokeren | 1–1               | Trabzonspor |
| ----------- | ----------------- | ----------- |
| Patosi 5'   | (1–1) Jegyzőkönyv | Waris 45+2' |

| Daknamstadion, Lokeren Játékvezető: Gianluca Rocchi (olasz) |

| 2014. november 6. 21:05 |

| Legia Warszawa          | 2–1               | Metaliszt Harkiv |
| ----------------------- | ----------------- | ---------------- |
| Saganowski 29' Duda 84' | (1–1) Jegyzőkönyv | Kobin 22'        |

| Lengyel Hadsereg Stadion, Varsó Játékvezető: Eitan Shemeulevitch (izraeli) |

| 2014. november 27. 19:00 |

| Trabzonspor                                    | 3–1               | Metaliszt Harkiv |
| ---------------------------------------------- | ----------------- | ---------------- |
| Belkalem 36' Ekici 86' Horyainov 90+5' (öngól) | (1–0) Jegyzőkönyv | Homenyuk 68'     |

| Hüseyin Avni Aker Stadion, Trabzon Játékvezető: Mattias Gestranius (finn) |

| 2014. november 27. 19:00 |

| KSC Lokeren | 1–0               | Legia Warszawa |
| ----------- | ----------------- | -------------- |
| Vanaken 7'  | (1–0) Jegyzőkönyv |                |

| Daknamstadion, Lokeren Játékvezető: Michael Koukoulakis (görög) |

| 2014. december 11. 21:05 |

| Metaliszt Harkiv | 0–1               | KSC Lokeren |
| ---------------- | ----------------- | ----------- |
|                  | (0–1) Jegyzőkönyv | Leye 16'    |

| Arena Lviv, Lviv Játékvezető: Leontios Trattou (ciprusi) |

| 2014. december 11. 21:05 |

| Legia Warszawa            | 2–0               | Trabzonspor |
| ------------------------- | ----------------- | ----------- |
| Öztürk 22' (öngól) Sá 56' | (1–0) Jegyzőkönyv |             |

| Lengyel Hadsereg Stadion, Varsó Játékvezető: Kenn Hansen (dán) |